# Poznań (taniec)
Poznań (ang. the Poznań) – taniec kibiców, polegający na odwróceniu się tyłem do boiska, złapaniu za ramiona i podskakiwaniu kibiców znajdujących się na trybunach stadionu piłkarskiego.
W 2019 pojęcie „the Poznań” trafiło do słownika Cambridge Dictionary, gdzie zostało zdefiniowane, jako „radość piłkarskich kibiców, kiedy ich drużyna strzeli bramkę. Polega na tym, że wszyscy stają plecami do boiska, łapią się za ramiona i skaczą razem do góry”.
Geneza nazwy wywodzi się od zachowania kibiców Lecha Poznań podczas meczu z Manchesterem City w 2010 roku. Angielscy kibice podłapali ten styl dopingowania i zaczęli stosować na stadionach, nawołując się okrzykiem: „Let’s all do the Poznań!”.